# Стороженко, Виктор Петрович
Виктор Петрович Стороженко (род. 12 декабря 1979) — российский самбист, серебряный (2003) и бронзовый (2006, 2007, 2009) призёр чемпионатов России, победитель (2001), серебряный (2003, 2005) и бронзовый (2004, 2010) призёр розыгрышей Кубка России, чемпион Европы 2003 года, чемпион (2000), серебряный (2001) и бронзовый (2007) призёр чемпионатов Азии, победитель и призёр этапов Кубка мира, победитель Кубка мира 2002 года в командном зачёте, победитель и призёр международных турниров, мастер спорта России международного класса. Тренер по самбо и дзюдо в детско-юношеской спортивной школе в Приморском крае.

## Спортивные результаты
- Кубок России по самбо 2001 года — ;
- Кубок России по самбо 2003 года — ;
- Чемпионат России по самбо 2003 года — ;
- Кубок России по самбо 2004 года — ;
- Кубок России по самбо 2005 года — ;
- Чемпионат России по самбо 2006 года — ;
- Чемпионат России по самбо 2007 года — ;
- Чемпионат России по самбо 2009 года — ;
- Кубок России по самбо 2010 года — ;